# 舞原美咲
舞原 美咲（まいはら みさき、1980年1月31日- )は、東京都出身の女優、タレント。旧芸名、舞原沙希。

## 出演

### テレビ
- 日本テレビ「ザ!情報ツウ」(美ライフランキング第1位)（2004年）
- テレビ東京「ダブルH」(2005年7月)
- 東京MXTV「くわまんのパチパチパラダイム」レギュラー（2005年）
- テレビ朝日「みんなの家庭の医学」（2010年 再現ドラマ）
- スカパー「温泉美女図鑑」(2013年)
- wowow「さすらいの美脚スロッター椿」(宇佐子役　2013年)
- スカパー「怒涛の湯めぐりアワー」(2014年)

### CM
- マクドナルド
- アコム

### 映画
- 「ネオン蝶」(ホステス役 2013年)
- 「乱宴の宿・湯けむり未亡人」(主演・佐々木京子役 2013年)

### Vシネマ
- 「平成武士道派遣ザムライ」(河西 みずき役　2005年)
- 「舞踏戦女隊 桜組」(嵐虎役　2010年)
- ｢爆裂さすらいスロッター椿」(宇佐子役　2013年）

### 舞台
- 「イッツ・ア・ヒステリック・ライフ」…白石 今日子役(アトリエ・サンハロン 2006年)
- 「小鳥たちの青い薔薇」…医師・志水役（六行会ホール 2006年)

### レースクイーン
- KAWASAKIレースクイーン/キャンペーンガール「KAZE」

### イメージガール
- ビクター
- パイオニア
- MOVIXさいたま
- 第一生命保険相互会社
- コミックバスター（アクロス）

## グラビア作品

### イメージDVD
- 1.BE MY ANGELS (2006年9月22日、エースデュースエンタテインメント)
- 2.GOKUERO （2010年7月18日、レイフル)
- 3.｢vol.9 New Dynamaitechannel Girl’s｣(2011年、ダイナマイトチャンネル）
- 4.｢vol.43 New Dynamitechannel Girl’s remember｣（2011年、ダイナマイトチャンネル）
- 5.Sexy Idol Imagination (2012年11月28日、オルスタックピクチャーズ)
- 6.｢SexyIdolBox vol2｣（2012年、オルスタックピクチャーズ）
- 7.｢vol.84 New Dynamitechannel Girl’s remember｣（2013年、ダイナマイトチャンネル）
- 8.人妻温泉エクスタシー (2013年9月27日、オルスタックピクチャーズ)
- 9.つるつるの匂い (2014年5月30日、キングダム)
- 10.ブラジリアンWAX (2014年7月18日、キングダム)
- 11.STRIPPER (2014年9月26日、キングダム)
- 12.人妻同級生（2015年1月23日、GAIA）
- 13.Love Affair（2015年5月2日、D-Photobook）

### インターネット
- ダイナマイトチャンネル　レギュラー
- 杉浦則夫緊縛桟敷｢個人レッスンはみだらな扉を開けて｣（2015年）